# 朱賓沙
汶川恭僖王朱宾沙（1485年—1561年），汶川荣康王朱申销的嫡次子，明朝第三代汶川王。

## 生平
弘治元年（1488年）四月被赐名。后受封为汶川长子。嘉靖二十一年（1542年），朱申销去世。嘉靖二十四年（1545年）十二月，明世宗遣武靖伯趙國斌等為正使，翰林院編修高拱等為副使，持節冊封朱賓沙為汶川王。
嘉靖四十年（1561年），朱宾沙去世。他的庶长子朱让杝受封为汶川长子，先於他去世。嘉靖四十五年（1566年）四月，朱让杝的庶长子朱承烱受册袭封。

## 评价
- 《弇山堂别集》卷072：敬順事上，小心畏忌。